# Campel
Campel, auf Bretonisch „Kempel“ und auf Gallo „Caunpèu“, ist eine Ortschaft und eine Commune déléguée in der französischen Gemeinde Val d’Anast mit 454 Einwohnern (Stand: 1. Januar 2022) im Département Ille-et-Vilaine in der Region Bretagne. Die Bewohner nennen sich Campellois.
Mit Wirkung vom 1. Januar 2017 wurde Campel mit Maure-de-Bretagne zur Commune nouvelle Val d’Anast fusioniert. Die Gemeinde Campel gehörte zum Arrondissement Redon und zum Kanton Guichen.

## Geographie
Als frühere Gemeinde grenzte sie im Norden an Maxent, im Osten an Bovel sowie im Südosten, Süden und Westen an Maure-de-Bretagne.
Das Siedlungsgebiet liegt durchschnittlich auf 80 Metern über Meereshöhe.

## Bevölkerungsentwicklung
| Jahr      | 1962 | 1968 | 1975 | 1982 | 1990 | 1999 | 2008 | 2013 |
| --------- | ---- | ---- | ---- | ---- | ---- | ---- | ---- | ---- |
| Einwohner | 437  | 412  | 419  | 394  | 396  | 403  | 513  | 487  |

## Sehenswürdigkeiten

Kirche Sainte-Marie-Madeleine

- Kirche Sainte-Marie-Madeleine